# 2010年百度域名被劫持事件
2010年百度域名被劫持事件是2010年1月12日针对百度的一次域名劫持事件。當天，中國大陸最大中文搜索引擎公司百度被自稱是伊朗網軍（Iranian Cyber Army）的黑客組織入侵，導致網民無法正常登陸百度網站達8小時，是百度成立以來最嚴重的服务器故障事件，事件造成百度直接損失超過700萬人民幣。

## 事件經過
2010年1月12日上午7時40分（UTC+8時），有網民發現百度首頁登陸發生異常情況。上午8時後，在中國內地大部分地區和美國、歐洲等地都無法以任何方式正常登陸百度網站，而百度域名baidu.com的WHOIS信息中NS服务组被無故更改，網站的域名被更換至雅虎屬下的兩個域名伺服器，修改時間為2010年1月11日。部分網民更發現網站頁面被篡改成黑色背景以及伊朗國旗，同時顯示“This site has been hacked by Iranian Cyber Army”（該網站已被伊朗網軍入侵）字樣以及一段阿拉伯文字，然後跳轉至英文雅虎主頁，但仍可以利用百度IP地址 （页面存档备份，存于）正常登陸。8時30分，網民表示域名已暫恢復至原伺服器，但WHOIS數據仍然未被恢復；雖然百度方面多次重新修正域名伺服器地址，但是之後一段長時間內屢次被黑客篡改至“hostgator.com”。9時10分，頁面顯示變成“This account is suspended”（帳戶已被暫停）。9時15分，根據網站IP分析，原百度網站主頁伺服器已發生故障，而所顯示的伊朗網軍圖片位於提供離岸主機托管服務的“pink2.warez-host.com”，而該網站數據處理中心位於伊朗、荷蘭以及德國。而百度方面稱未了解故障原因。
9時40分，百度表示故障已解決，服務可在短時間內恢復正常。10時54分，百度發出聲明，指故障已基本排除，然而域名伺服器仍然多次被黑客篡改。11時30分，北京地區可正常登陸百度主頁，二級頁面也開始陸續恢復。下午2時，百度主頁完全恢復正常，各地可正常登陸，但百度空間、百度貼吧等仍未恢復。下午4時，百度所有服務基本修復完畢。

## 事後
事件發生後數小時，百度方面并沒有對事件作出正面回應。而百度創始人、董事長兼首席執行官李彦宏在其百度貼吧中稱事件“史無前例”。而有報道稱，“台灣百度”網站（www.baidu.com.tw）在事件發生後3小時發表公告稱網站被有心人士破壞，主機癱瘓。但有專家稱台灣百度并不屬於百度公司旗下。當天上午10時54分，百度正式回應事件。百度表示，事件是因為百度的域名www.baidu.com在美國域名的注冊商處被非法篡改，使全球多處用戶無法訪問。在事件後馬上啟用備用域名，同時與域名注冊商協調。另一方面，呼籲警惕現時的DNS域名伺服器挾持現象，提高該方面的建設。而事件造成中國內地長時間無法登陸百度網站，“百度”以及“百度被黑”等關鍵字成為谷歌熱榜上升最快關鍵字。中國互聯網絡信息中心在事件發生後應百度公司要求把網站域名列入重點檢測保護。而伊朗大使館表示，事件涉及的伊朗網軍并不代表伊朗官方立場。中華人民共和國外交部表示堅決反對包括黑客在內的網絡犯罪。伊朗網軍曾經在2009年12月18日入侵美國交友網站Twitter，手法與此次域名劫持事件相同，其曾在入侵後在頁面中表示伊朗有能力控制網絡，要求美國不要刺激伊朗人。
1月13日，國家互聯網應急中心發出公告，表示在1月12日下午1時中華人民共和國工業和信息化部與百度、基礎電信運營企業、國家計算機網絡應急技術處理協調中心以及中國互聯網絡信息中心召開專家研判會，確定百度域名baidu.com在美國域名注冊服務商“register.com”注冊，事件起因為百度的域名注冊信息被非法篡改，使域名解析被錯誤定向，導致全球用戶無法訪問百度網站。另一方面要求重要信息系統部門以及互聯網企業儘量使用.CN作為主要域名，同時要在具備資質的域名注冊服務機構中注冊。

## 影響
事後，有自稱中國紅客的網民呼籲反攻伊朗網站。隨後，伊朗廣播大學網站（iribu.ir）被攻擊，頁面在百度網站被攻擊事件發生後出現黑屏，之後出現“Long live the People's Republic of China”（中華人民共和國萬歲）字樣。而多個伊朗政府網站被中國黑客攻擊。
有媒體分析，事件發生於上午網絡使用高峰期，伺服器故障將造成百度超過700萬人民幣損失。 
中國大陸有評論認為，伊朗親政府分子報復中國網民支持反對派而劫持百度域名。也有評論認為，這次伊朗網軍入侵事件，可能是美國離間中伊關係的行為。

## 外部連結
- 百度被黑：网络战争一触即发？．
- 报告称百度访问故障折射对安全技术投入不足（页面存档备份，存于）．騰訊網